# Wolfgang Ernesto I de Isenburg-Büdingen-Birstein
El Conde Wolfgang Ernesto I de Isenburg-Büdingen-Birstein (Birstein, 29 de diciembre de 1560-Birstein, 21 de mayo de 1633) fue un conde alemán de la Casa de Isenburg. Fue conde de Isenburg-Birstein entre 1596 y 1633, después de tomar el poder violentamente de manos de Enrique de Isenburg-Rönneburg.
Wolfgang era el hijo del Conde Felipe II de Isenburg-Büdingen en Birstein y de la Condesa Irmengard de Solms-Braunfels. A través de su madre era primo hermano de Amalia de Solms-Braunfels, Princesa consorte de Orange y primo hermano de Johannetta de Sayn-Wittgenstein, cuñada de Guillermo el Taciturno.

## Familia e hijos
Contrajo matrimonio cuatro veces y tuvo varios hijos, a quienes dejó su territorio después de su muerte.
En primer lugar, contrajo matrimonio el 26 de septiembre de 1585 con la Condesa Ana de Gleichen-Rhemda (1565-1598), quine le dio los siguientes hijos:
- Conde Wolfgang Enrique de Isenburg-Büdingen-Birstein (1588-1635), línea de Isenburg-Büdingen-Birstein
- Condesa Ana Amalia de Isenburg-Büdingen-Birstein (1591-1667), desposó a Arnaldo Jost, hijo del Conde Arnaldo III de Bentheim-Steinfurt-Tecklenburg-Limburg
- Conde Felipe Luis de Isenburg-Büdingen-Birstein (1593-1616) (en un duelo)
- Conde Felipe Ernesto de Isenburg-Büdingen-Birstein (1595-1635)
- Conde Guillermo Otón de Isenburg-Büdingen-Birstein (1597-1667)

En segundo lugar, contrajo matrimonio el 16 de abril de 1603 con la Condesa Isabel de Dillenburg (1564-1611), una hija del Conde Juan VI de Nassau-Dillenburg y viuda de Felipe IV de Nassau-Weilburg, pero el matrimonio no tuvo hijos.
En tercer lugar, contrajo matrimonio el 19 de abril de 1616 con la Condesa Juliana de Sayn-Wittgenstein (1583-1627), una hija del Conde Luis I de Sayn-Wittgenstein (1532-1605) de su segundo matrimonio con Isabel de Solms-Laubach, quien le trajo un hijo:
- Conde Juan Ernesto de Isenburg-Büdingen-Büdingen (1625-1673), línea de Isenburg-Büdingen.

Contrajo matrimonio una cuarta vez morganáticamente con Sabine von Salfeld.